# Coriolan Petran
Coriolan Petran (parfois Petranu), né le 19 janvier 1893 à Șiria et mort le 17 juillet 1945 à Arad, est le premier historien de l'art roumain de Transylvanie.

## Biographie
Descendant d'une famille anoblie en 1716 par l'empereur Charles VI pour mérite militaire, et originaire du județ de Sălaj, son père, Ioan Petranu, installé à Mâsca, dans le județ d'Arad, étudie la philosophie à l’université de Budapest et en sort doctorant en 1901. Il marie Aurelia Onu, avec laquelle il a deux enfants : Coriolan et Veturia. Il devient par la suite professeur à l'institut théologique d'Arad .
Étudiant de l'université de Vienne de 1913 à 1918, Coriolan Petran a toujours été intéressé par l'art roumain de Transylvanie. Il distingue notamment deux types d'arts : l'art noble et l'art populaire.
En 1919, il devient professeur d'histoire de l'art à l'université François-Joseph Ier, renommée université Ferdinand Ier en 1927, à la suite de la mort de Ferdinand Ier.

## Distinctions
- Chevalier de l'ordre de la Couronne en 1923.